# Alaqua Cox
Alaqua Cox (Keshena, 1997. február 13. –) indián színésznő.
Legismertebb alakítása Maya Lopez a Marvel-moziuniverzumban.

## Élete
1997. február 13-án született Keshenaban, Elena és Bill Cox siket gyermekeként. Három testvére van: Will, Jordan és Katie. A Wisconsin School for the Deaf-be járt, ahol 2014 és 2015 között kosárlabdacsapatban és röplabdacsapatban játszott. Lábprotézissel rendelkezik.

## Pályafutása
2021-ben a Sólyomszem című sorozatban szerepelt. 2024-ben az Echo című sorozatban volt főszereplő.

## Magánélete
2023-as anyák napján bejelentette, hogy kisfiút vár vőlegényével. Fia még októberben megszületett.

## Filmográfia

### Televíziós szerepek
| Év   | Magyar cím | Eredeti cím | Szerep            | Megjegyzések                              |
| ---- | ---------- | ----------- | ----------------- | ----------------------------------------- |
| 2021 | Sólyomszem | Hawkeye     | Maya Lopez / Echo | mellékszereplő                            |
| 2024 | Echo       | Echo        | Maya Lopez / Echo | főszereplő magyar hangja Pájer Alma Virág |